# 高橋重雄
高橋 重雄（たかはし しげお、1951年 - ）は、日本の国土交通技官、工学博士。元港湾空港技術研究所理事長。海岸工学や防災の権威として知られ、米国土木学会国際海岸工学賞などを受賞した。

## 人物・経歴
岐阜県出身。1973年名古屋大学工学部土木工学科卒業、運輸省入省、港湾技術研究所研究官。1984年港湾技術研究所波エネルギー研究室長。1988年港湾技術研究所水工部耐波研究室長、工学博士。2001年港湾技術研究所海洋・水工部長。2005年港湾空港技術研究所研究主監兼津波防災研究センター長。2011年港湾空港技術研究所理事長。2016年沿岸技術研究センター理事長、港湾空港技術研究所顧問。津波研究を行い海岸工学や防災の権威として土木工学の発展に大きな貢献をしたとして、2017年には日本人として初めてホセ・エントレカナーレス・イバラ財団の土木工学賞を受賞し、マドリード工科大学でのフェリペ6世からの授賞式には水上正史駐スペイン特命全権大使らも列席した。

## 受賞
- 土木学会技術開発賞 1992[5]
- 土木学会賞技術開発賞 1993[5]
- 科学技術庁長官賞 1995[5]
- 土木学会賞研究業績賞  2010[5]
- 土木学会出版文化賞 2010[5]
- Techno OCEAN Network Techno-Ocean Award 2010[5]
- 米国土木学会 International Coastal engineering Award 2012[5]
- ホセ・エントレカナーレス・イバラ財団土木工学賞 2017[4]